# Падилья, Освальдо
Освальдо Падилья (исп. Osvaldo Padilla; род. 5 августа 1942, Согод, Филиппины) — филиппинский прелат и ватиканский дипломат. Титулярный архиепископ Пиа с 17 декабря 1990. Апостольский нунций в Панаме с 17 декабря 1990 по 20 августа 1994. Апостольский нунций в Шри-Ланке с 20 августа 1994 по 22 августа 1998. Апостольский нунций в Нигерии с 22 августа 1998 по 31 июля 2003. Апостольский нунций в Коста-Рике с 31 июля 2003 по 12 апреля 2008. Апостольский нунций в Корее с 12 апреля 2008 по 15 сентября 2017. Апостольский нунций в Монголии с 26 апреля 2008 по 15 сентября 2017. 